# Франклин, Карл
Карл Франклин (англ. Carl Franklin; род. 11 апреля 1949) — американский актёр, режиссёр кино и телевидения, сценарист. Франклин является выпускником Калифорнийского университета в Беркли и продолжил своё образование в Консерватории AFI, где он окончил его со степенью магистра искусств в режиссуре в 1986 году. Он известен по фильму «Дьявол в голубом платье», который был основан на книге Уолтера Мосли и в котором главные роли исполнили Дензел Вашингтон и Дон Чидл, а также как режиссёр фильма «Особо тяжкие преступления».

## Ранняя жизнь
Карл Франклин вырос за пределами Сан-Франциско, в Ричмонде, Калифорнии. У него не было возможности узнать своего биологического отца, так как он умер до того, как родился Карл. Франклина вырастили его мать и отчим. В то время как Франклин высоко отзывается о своём отчиме и называет его «очень любящим», Франклин высказался о жестоких наклонностях своего отчима, связывая его порывы к употреблению алкоголя. Проблемы дома, в сочетании с жизнью в жестоких окрестностях, разожгли амбиции Фраклина быть первым в семье, кто пойдёт в колледж. В школе Франклин усердно работал над своими академическими, которые окупились сполна, когда он получил стипендию в Калифорнийском университете в Беркли. Первоначальные желания Франклина стать учителем или адвокатом привели его к изучению истории при поступлении в университет. Однако через два года Франклин сменил свою специальность на театральное искусство. Распространились слухи, что он увлёкся искусством, пытаясь познакомиться с девушками, проводя время в театральном отделении. Его время в Беркли положило начало его актёрской карьере.
Подходящий момент нашёл Франклина в центре знаменитых политических демонстраций в Беркли в 1960-х гг. В то время как всё движение невозможно было игнорировать, Франклин не принимал активного участия и предпочёл наблюдать за своим окружением. Описывая эту сцену, Франклин сказал «L.A. Times»: «Это было как сон для меня, я не был достаточно искушённым, чтобы присоединиться к тому или иному движению». Однако было отмечено, что движение Чёрная власть, в частности, привлекло его внимание.

## Ранняя карьера
После получения степени бакалавра в театральном искусстве, Франклин почти сразу же переехал в Нью-Йорк в надежде стать актёром. Одной из его первых работ была игра на Нью-Йоркском Шекспировском фестивале, где он появился в «Двенадцатой ночи», «Тимоне Афинском» и «Цимбелине». Просматривая свою любовь к актёрству с карьерой на сцене, Франклин выступал вне Бродвея с Публичным театром. Он выступал на многих известных общественных аренах как Линкольн-центр и Публичный театр Джозефа Паппа в Нью-Йорке, а также Arena Stage (Вашингтог, округ Колумбия).
С опытом за плечами на цепи офф-Бродвея, Франклин начал свою кино-карьеру с фильма «Дай пять» в 1973 году. Оттуда, он появлялся в качестве гостевых ролей на таких телевизионных шоу как «Досье детектива Рокфорда», «Добрые времена», «Карибе», «Невероятный Халк» и «Улицы Сан-Франциско». За эти годы, взгляды Франклина как правило приносили ему роли, изображающие людей силы, например сотрудников полиции или военных чиновников. Самой узнаваемой ролью Франклина была роль капитана Крейна в популярном экшен-приключенческом сериале «Команда „А“». После двух сезонов в шоу, Франклин понял, что актёрство стало приземлённым и неудовлетворительным для него.
Он начал экспериментировать с кино, пробуя воду ногой с написания сценариев и продюсирования. Франклин процитирован в «L.A. Weekly»: "Актёрство сделало из меня режиссёра." И так, в возрасте 37 лет, Франклин принял важное решение вернуться в школу в 1986 году. На этот раз, он выбрал Консерваторию AFI в Лос-Анджелесе, где он изучал режиссуру, изучая в основном работы европейских и японских режиссёров. Он получил степень магистра искусств в режиссуре в 1986 году.
Его время в AFI завершилось в изменившем жизнь проекте. Для своей магистерской диссертации, Франклин снял короткометражный фильм под названием «Панк» в 1989 году. Фильм рассказывает историю афроамериканского мальчика, столкнувшегося с реалиями семейного стресса, социального давления и когда-либо пугавшего развития сексуального открытия. Тридцатиминутный фильм Франклина можно отнести как к неудаче, так и к успеху. Производство фильма стоило ему дома и оставило его в состоянии финансового кризиса, однако, впечатляющий конечный продукт привлёк к нему внимание в отрасли, в которую практически невозможно проникнуть. Оттуда, его видение помогло ему пережить успешную карьеру.

## Concord Films
Прямо из программы магистра, Франклин устроился на работу с фильмом продюсера/режиссёра Роджера Кормана в 1989 году. Корман был одним из многих режиссёров, которые были впечатлены дипломной работой Франклина «Панком». Корман принял Франклина как своего рода протеже, работая под его началом в своей производственной компании Concord Films.
Работая в Concord Films, Франклин приобрёл опыт работы над низкобюджетными фильмами, помогая провернуть шесть фильмов всего за два года. Роджер Корман известен быстрым темпом создания кино, с репутацией проворачивания сценариев в течение нескольких недель и снимая их ещё быстрее. Работа с Корманом дала Франклину возможность писать, снимать, продюсировать, а иногда даже играть в широком диапазоне, в основном, невидимых фильмов. По всему опыту, Франклин работал над фильмами в экзотических местах, таких как Перу и Филиппины, и пробивая себя творчески. С 1989 по 1990 гг., Франклин работал над фильмами «Некуда бежать», «Глаз орла 2: Внутри врага» и «Full Fathom Five», соответственно, под Concord Films.

## Поздняя карьера
В конце 1980-х годов продюсер Джесси Битон искал режиссёра для фильма «Один неверный ход». Эффектность сценария нуждалась в ком-то смелом и свежем. Вспоминая короткометражку Франклина, «Панк», Битон встретился с Карлом, чтобы обсудить видение фильма.  Надеясь сосредоточиться на персонаже сюжета, а не на эстетике, Битон понял, что Франклин был правильным человеком для этой работы, что сделало «Один неверный ход» режиссёрским дебютом Карла Франклина.
Подход Франклина к сценарию создал триллер, немного скромный от жанра нуар, в котором затронуты темы наркотиков, насилия и сексуальных отношений. История рассказывает о трёх наркоторговцах, в исполнении Билли Боба Торнтона, Синды Уильямс и Майкла Бича, и их взаимодействии с шерифом Арканзаса, в исполнении Билла Пэкстона. Далеко от своего малобюджетного прошлого, бюджет Франклина в $2 миллиона дал ему немного места, чтобы быть творческим, и достичь всего своего видения фильма. То, что установило фильм в стороне от других бесчисленных фильмов про полицейских и грабителей, было понимание Франклина в базовых расовых аспектах, которые представил фильм. С уникальным взглядом на классическую тему расовой напряжённости, выступление Франклина в качестве режиссёра было очень высоко похвалено. Однако, оригинальную версию фильма, которая была выпущена в 1991 году, сочли чрезмерно жестокой. В ответ на такие претензии, Франклин сказал «Observer»: "Я не хотел, чтобы люди были взволнованы, видя, как аккуратно можно убить человека... я хочу, чтобы зрители почувствовали эмоциональную потерю жизни--реальное насилие - это потеря, нарушение человечности. Они забрали у нас кого-то, у кого были мечты, надежды, тот же набор эмоций, которые у нас есть."
Фильм отметили за творческое использование Франклином пасторального мотива. Сочетая в себе кинематографическую и литературную традиции, Франклин рисует картину преступления, глубоко укоренившегося на Юге, указывая на то, что реальные вопросы уходят дальше, чем можно было бы ожидать. Базовый комментарий от тяжести расовых вопросов - это тот, который не был выражен многими другими режиссёрами таким образом, однако, фильмы Франклина были уподоблены фильмам «В нашем дворе» (1920) Оскара Мишо, «Ребята по соседству» (1991) Джона Синглтона и «Китайский квартал» (1974) Романа Полански.
Несмотря на отсутствие у фильма профессиональной публичности, «Одному неверному ходу» в немалой степени способствовало сарафанное радио и он заработал себе смешанные отзывы. Однако, отзывы, которые были положительными, были очень положительными, заработав для проекта больше внимания. Джин Сискел назвал фильм лучшим фильмом года, а Правление национального обзора назвало его одним из 10 лучших фильмов.
Следующий фильм стал одним из самых известных фильмов Франклина, «Дьявол в голубом платье». Участие Франклина в производстве вытекло из его восхищения Уолтером Мосли, автора оригинального детектива. Инвестировавшись в проект как режиссёр и фанат, Франклин сам адаптировал сценарий. Вновь работая с Джесси Битоном, и с Джонатаном Демми в качестве исполнительного продюсера, они смогли получить бюджет в $20 миллионов для фильма, проложив путь для беспрепятственного производства. С Дензелом Вашингтоном на борту, который будет играть главную роль, фильм подавал большие надежды.
Расположившись в Лос-Анджелесе в конце 1940-х годов, сюжет рассказывает об афроамериканском частном детективе и его нередко вызывающей карьере. Наибольшим вкладом фильма было его воссоздание Южного Централа Лос-Анджелеса, во время, когда район был на пике исторической значимости. Его изображение области, тронутое на куске времени, часто упускается из виду, и напомнило аудитории о ценностях общества Лос-Анджелеса, и особенно актуально для многих афроамериканских зрителей, которые по достоинству оценили понимание семейных ценностей, которые определяют их культуру. Отзывы о фильмы различались, множество из которых хвалили режиссуру Франклина больше, чем сам фильм.
Переключившись обратно на телевидение, Франклин снял «Авеню Лорел», двухсерийный мини-сериал, сосредоточенный на афроамериканской семье из Миннесоты для HBO в 1993 году. Изображение Франклином реалий афроамериканского сообщества были высоко оценены, ещё раз продемонстрировав свой талант к нелицеприятной реальности, смешанной с глубокой сентиментальностью и пониманием человечности. Один конкретный вопрос, который выделился в сериале, был вопрос употребления наркотиков. Франклин защищал свои изображения, объясняя, что "Наркотики являются огромной проблемой в чёрной общине. Не то, что было бы глупым надзором. Но если предмет наркотиков вводится в контекст трудолюбивой семьи, которая сумела сохранить единство, и зритель видит наркотики как угрозу этому единству, они получают гораздо большее понимание проблемы." Сериал принёс Франклину ещё больше положительных отзывов, доказывая, что это его откровенный подход к изображению реальности продолжает приносить ему успех.
Вслед за «Авеню Лорел», Франклин заработал статус в списке-A, что позволило ему работать над более крупными и заметными проектами, как например «Истинные ценности» (1998). Этот фильм является адаптацией автобиографической повести Нью-Йоркской журналистки Анны Куиндлан, который рассказывает о женщине (Рене Зеллвегер), у которой нет выбора, кроме как покинуть Манхэттен и уехать в небольшой город, где она выросла, когда её матери (Мерил Стрип) диагностировали рак.

## Расовые связи и кино
Франклин поддерживает изображение афроамериканской истории в фильмах, и его процитировали как: "Я заинтересован в общечеловеческих ценностях чёрного опыта." Однако тот факт, что Франклин является афроамериканским режиссёром не означает, что все его фильмы имеют расовую подоплёку. Не все его фильмы вращаются вокруг центральной темы культуры: некоторые его фильмы охватывают расовые вопросы, а другие нет. Франклин поддерживает широкий тематический диапазон в своих фильмах, выбрав не сосредотачиваться исключительно на своём наследии.
Как выдающийся афроамериканский режиссёр Франклин стоит особняком от остальных в своём тщательном отборе проектов. Хотя многие из его самых известных фильмов касаются темы расового климата и борьбы, которая наступают, Франклин не прячется за своей расой. Объясняя для «L.A. Times»: "Моя этническая принадлежность является плюсом, инструментом. Она даёт мне боеприпасы в условиях того, как я смотрю на мир. Есть определённые истории в чёрной общине, которые информируют нас всех." Сочетая свои человеческие инстинкты и личный опыт, Франклин выступает как провидец для улучшения сообщества через его фильмы. Однако, большая часть замечательного путешествия Франклина вращается вокруг того, что он чёрный. Обсуждая реалии для афроамериканцев в теле- и киноиндустрии, Франклин сказал: "Когда я подошёл, единственным законным драматическим актёром был Сидни Пуатье, самой высокооплачиваемой звездой был Ричард Прайор, а другие роли на выбор были частью экшена, которые отходили Джиму Брауну. Даже у такого хорошего человека, как Билли Ди Уильямс, была пара отличных моментов и потом не смогли получить достойную часть." С очень маленьким окном возможностей для афроамериканцев в то время, когда Франклин получал своё начало, его навыки и образование способствовали его успеху.
Франклин является выдающимся кинорежиссёром, независимо от его расы, тем не менее его часто хвалят за его способность преодолеть трудности, и он признан за его высоко оценённое мнение, а также за его соответствующий вклад.

## Фильмография

### Актёр
| - Дай пять / Five on the Black Hand Side (1973) - Улицы Сан-Франциско / The Streets of San Francisco (1 эпизод, 1974) - Карибе / Caribe (13 эпизодов, 1975) - Добрые времена / Good Times (2 эпизода, 1975–1976) - Видения / Visions (1 эпизод, 1976) - Фантастическое путешествие / The Fantastic Journey (10 эпизодов, 1977) - Невероятный Халк / The Incredible Hulk (1 эпизод, 1978) - Столетие / Centennial (1978) - Досье детектива Рокфорда / The Rockford Files (2 эпизода, 1978) - Охотник Джон / Trapper John, M.D. (1 эпизод, 1979) - Барнаби Джонс / Barnaby Jones (2 эпизода, 1975–1980) - Белая тень / The White Shadow (1 эпизод, 1980) - Лу Грант / Lou Grant (1 эпизод, 1980) - Медэксперт Куинси / Quincy, M.E. (1 эпизод, 1982) - Скрываемый факт / Cover Up (1 эпизод, 1985) - Команда «А» / The A-Team (16 эпизодов, 1983–1985) - Секретный агент Макгайвер / MacGyver (1 эпизод, 1985) - Блюз Хилл-стрит / Hill Street Blues (1 эпизод, 1986) - Рождество в Дымящихся горах / A Smoky Mountain Christmas (1986) - Место Фрэнка / Frank's Place (1 эпизод, 1987) - Альф / ALF (2 эпизода, 1987) - Глаза орла 2: Внутри врага / Eye of the Eagle 2: Inside the Enemy (1989) - Последняя схватка в Ланг Мэй / Last Stand at Lang Mei (1990) - Стальные магнолии / Steel Magnolias (1 эпизод, 1990) - В огне страсти / In the Heat of Passion (1992) - Розанна / Roseanne (2 эпизода, 1991–1992) | Режиссёр Кино Панк / Punk (1986; short) Некуда бежать / Nowhere to Run (1989) Глаза орла 2: Внутри врага / Eye of the Eagle 2: Inside the Enemy (1989) Один неверный ход / One False Move (1992) Дьявол в голубом платье / Devil in a Blue Dress (1995) Истинные ценности / One True Thing (1998) Особо тяжкие преступления / High Crimes (2002) Вне времени / Out of Time (2003) Благослови меня, Ультима / Bless Me, Ultima (2013) Телевидение Рим / Rome (1 эпизод, 2007) Богатые [англ.] / The Riches (1 эпизод, 2007) Тихий океан / The Pacific (1 эпизод, 2010) Рухнувшие небеса / Falling Skies (1 эпизод, 2011) Волшебный город / Magic City (1 эпизод, 2012) Карточный домик / House of Cards (4 эпизода, 2013—2014) Новости / The Newsroom (1 эпизод, 2013) Родина / Homeland (2 эпизода, 2013) Любовники / The Affair (2 эпизода, 2014) Оставленные / The Leftovers (3 эпизода, 2014) Родословная / Bloodline (1 эпизод, 2015) Винил / Vinyl (1 эпизод, 2016) 13 причин почему / 13 Reasons Why (2 эпизода, 2017) Охотник за разумом / Mindhunter (4 эпизода, 2019) |

### Сценарист
- Панк / Punk (1986; short)
- Глаза орла 2: Внутри врага / Eye of the Eagle 2: Inside the Enemy (1989)
- Последняя схватка в Ланг Мэй / Last Stand at Lang Mei (1990)
- Дьявол в голубом платье / Devil in a Blue Dress (1995)

## Награды и номинации
| Год  | Награда                                      | Результат | Категория                                | Фильм                                    |
| ---- | -------------------------------------------- | --------- | ---------------------------------------- | ---------------------------------------- |
| 1992 | Кинофестиваль Довиль                         | Номинация | Премия критиков                          | «Один неверный ход»                      |
| 1992 | Премия Ассоциации кинокритиков Лос-Анджелеса | Победа    | Премия нового поколения                  | «Один неверный ход»                      |
| 1992 | Mystfest                                     | Номинация | Лучший фильм                             | «Один неверный ход»                      |
| 1992 | Mystfest                                     | Победа    | Лучшая режиссура                         | «Один неверный ход»                      |
| 1993 | Cognac Festival du Film Policier             | Победа    | Гран-при                                 | «Один неверный ход»                      |
| 1993 | Cognac Festival du Film Policier             | Победа    | Премия критиков                          | «Один неверный ход»                      |
| 1993 | Fantasporto                                  | Номинация | Лучший фильм                             | «Один неверный ход»                      |
| 1993 | Независимый дух                              | Победа    | Лучший режиссёр                          | «Один неверный ход»                      |
| 1993 | MTV Movie Awards                             | Победа    | Лучший новый режиссёр                    | «Один неверный ход»                      |
| 1995 | Кинофестиваль в Сан-Себастьяне               | Номинация | Золотая ракушка                          | «Дьявол в голубом платье»                |
| 1996 | Американский институт киноискусства          | Победа    | Медаль выпускника Франклина Дж. Шэффнера | "За лучшую совокупность работ Франклина" |
| 1996 | Премия Эдгара Аллана По                      | Номинация | Лучший фильм                             | «Дьявол в голубом платье»                |
| 2004 | Black Reel Awards                            | Номинация | Фильм: Лучший режиссёр                   | «Вне времени»                            |
| 2014 | Прайм-таймовая премия «Эмми»                 | Номинация | Лучшая режиссура драматического сериала  | «Карточный домик» (Эпизод: "Глава 14")   |